# 方彝 (器具)
方彝是中国商周时期的青铜酒器兼礼器，用来盛酒，流行于殷代中期至西周早期。方彝器身为长方体，盖顶作四阿顶状，整体形似房子或谷仓。

## 形制
方彝的器形特点是：器身接近长方体，侧面与横截面皆为长方形；有盖，盖为四阿顶形状，且盖顶中间有一个同为四阿顶形状的钮；方圈足；四隅和四面中心线常饰以扉棱。:196,197方彝可以分为直腹和曲腹两类。:52-53或再分出一类双耳方彝，两侧有像扬起的象鼻形的双耳。:144
妇好墓还曾出土一件形制特别的偶方彝，像两个方彝的合体，造型可能是在模仿当时的大型宫殿建筑。

## 名称
这类青铜器在铭文中自称为“尊”、“彝”等。“尊”和“彝”分别是青铜酒器和青铜器的共同称谓，而非一类器物的专称。容庚首先明确将这种青铜器定为独立的一类，并暂名为“方彝”，后来的学者也都遵循这一称呼。:52:196

## 功用
方彝用来盛酒。:52双耳方彝的盖上都有两个方形缺口，用以放置用于挹酒的小斗。:144陕西长安张家坡井叔墓出土的方彝，就装有两只圆形小斗。

## 历史
方彝主要流行于殷代中期至西周早期:197，在殷商晚期较为繁荣，使用者多为殷人，包括商亡国后的遗民。:67方形青铜礼器是殷商统治阶级权力与地位的标志，其使用者均为王室成员或中高级贵族。